# Trichomasthus storozhevae
Trichomasthus storozhevae är en stekelart som beskrevs av Sharkov 1989. Trichomasthus storozhevae ingår i släktet Trichomasthus och familjen sköldlussteklar. Inga underarter finns listade i Catalogue of Life.